# كارولين دينين كينغ
كارولين دينين كينغ (بالإنجليزية: Carolyn Dineen King)‏ هي قاضية ومحامية أمريكية، ولدت في 30 يناير 1938 في سيراكيوز في الولايات المتحدة.